# Apanteles orientalis
Apanteles orientalis är en stekelart som beskrevs av Szepligeti 1913. Apanteles orientalis ingår i släktet Apanteles och familjen bracksteklar. Inga underarter finns listade i Catalogue of Life.